# Pułanki
Pułanki est un village du sud-est de la Pologne situé dans la voïvodie des Basses-Carpates. Il fait partie de la gmina de Frysztak (commune rurale) et du powiat de Strzyżów. La population du village s'élève à 811 habitants en 2011.

## Géographie
|               | Cieszyna |        |
| Glinik Średni | Pułanki  | Jasowa |
|               | Frysztak | Kobyle |

Pułanki se situe à 0,9 km de Frysztak, 13,4 km de Strzyżów, 15,1 km de Jasło et 21,4 km de Krosno.